# Popokabaka
Popokabaka ist eine Stadt in der Provinz Kwango, Demokratische Republik Kongo. Sie ist der Verwaltungssitz des Territoriums Popokabaka.
Popokabaka liegt am rechten Ufer des Flusses Kwango. Francis Dhanis, ein Vertreter des Congo Free State, gründete hier 1890 eine Station. Die Grenze zu Angola liegt knapp 20 Kilometer südwestlich der Stadt. Popokabaka war lange Zeit ein Handelszentrum für portugiesische Händler, die hier Waren verkauften und lokale Produkte aufkauften.
Die Stadt ist Sitz des römisch-katholischen Bistum Popokabaka.
Die Stadt wird über den Flugplatz Popokabaka angeflogen, der nur aus einer unbefestigten Piste besteht.

## Persönlichkeiten
- Karel De Wolf (1952–2011), belgischer Komponist, Dirigent und Musiker
- Charles Ndaka Salabisala (* 1973), römisch-katholischer Geistlicher und Weihbischof in Kinshasa